# Stenosia rufeola
Stenosia rufeola är en fjärilsart som beskrevs av George Francis Hampson 1900. Stenosia rufeola ingår i släktet Stenosia och familjen björnspinnare. Inga underarter finns listade i Catalogue of Life.